# Seznam francoskih maršalov
Seznam francoskih maršalov.

## A
Pierre François Charles Augereau - 

## B
Achille Baraguay - Achille François Bazaine - Charles Belle-Isle - Charles-Jean Baptiste Bernadotte - Louis Alexandre Berthier - James Berwick - Jean-Baptiste Bessiéres - Jean Bouciquaut - Henry Bouillon - Robert Bouillon - Guillaume Brune -

## C
Giovanni Caracciolo - 
Jacques Chabannes - 
Bernard Chauvelin -
Cesar Choiseul -
Francois Coigny -

## D
Louis-Nicolas Davout - Nicolas Jean de Dieu Soult -

## E
Timoléon d'Espinay -

## F
Abraham Fabert - Ferdinand Foch -

## G
Etienne Gerard - Emmanuel Gouchy - Emmanuel Grouchy - Jean Guebriant -

## H
Jean Harcourt - 
Charles Hocquincourt -

## J
Jean-Baptiste Jourdan - Alphonse Juin -

## K
François Étienne Christophe Kellermann - 

## L
Henri La Ferte - Louis La Feuillade - Armand La Force - Jacques La Force - Jean Lannes - Jean Lattre - Odet Lautrec - François Lefebvre - Louis Lyautey -

## M
Jacques Macdonald - Marie Mac Mahon - Edmé Patrice Maurice de Mac-Mahon (Patrice de MacMahon) - Urbain Maille - Nicolas Joseph Maison - Louis Marillac - Auguste Frederic Marmont - Ferdinand Marsin - André Masséna - Michael Maunoury - Maurice Saksonski - Bon Adrien Moncey - Andre Monfort - Jean Montebello - Anne Montmorency - Henri Montmorency - Édouard Adolphe Mortier - Pierre Montesquiou - Jean Mounton - Joachim Murat - Louis Muy -

## N
Philippe Navailles - 
Michel Ney - 
Adolphe Niel -
Anne-Jules Noailles -
Louis Noailles -

## O
Philippe Ornano - 
Nicolas Oudinot -

## P
Aimable Pelissier - Dominique Perignon - Henri Philippe Pétain - Józef Poniatowski - Jacques Puysegur -

## R
Jean Ramel - Jacques Randon - Auguste Regnault - Honore Reille - Louis Richelieu - Jean Rieux - Pierre Rieux - Jean Rochambeau -

## S
Jacques Saint-Andre - Armand Saint-Arnaud - Laurent, Marquis de Gouvion Saint-Cyr - Jean Schulenbourg - Horace Sebastiani - Philippe Segur - Jean Mathieu Serrurier - Nicolas Soult - Louis Gabriel Suchet -

## T
Gaspard Tavannes - 
Rene Tesse - 
Jean Toiras - 
Anne Tourville -
Henri Turenne -

## V
Sylvain Valee - 
Jean Valliere - 
Claude Perrin Victor -
Nicolas Villeroi - 
Jean Villiers - 
Louis Vivonne -